# Guy de Huertas
Guy de Huertas, né le 10 janvier 1926 à Paris (8ème) et mort le 2 mars 1997 à Paris (15ème), est un skieur alpin français. Référence du ski alpin français d'après-guerre, il prend part à deux éditions des Jeux olympiques d'hiver en 1948 et 1952 avec pour meilleure performance une 15e place au slalom géant en 1952.

## Palmarès

### Jeux olympiques d'hiver
| Épreuve / Édition    | Descente | Slalom géant                     | Slalom      | Combiné                          |
| JO 1948 Saint-Moritz | 23e      | Épreuve inexistante à cette date | Abandon     | Abandon                          |
| JO 1952 Oslo         | 35e      | 15e                              | Disqualifié | Épreuve inexistante à cette date |

### Championnats du monde
| Épreuve / Édition    | Descente | Slalom géant                     | Slalom      | Combiné                          |
| JO 1948 Saint-Moritz | 23e      | Épreuve inexistante à cette date | Abandon     | Abandon                          |
| JO 1952 Oslo         | 35e      | 15e                              | Disqualifié | Épreuve inexistante à cette date |
| Mondiaux 1954 Aare   | —        | 16e                              | —           | —                                |